# جنگل همیشه‌سبز

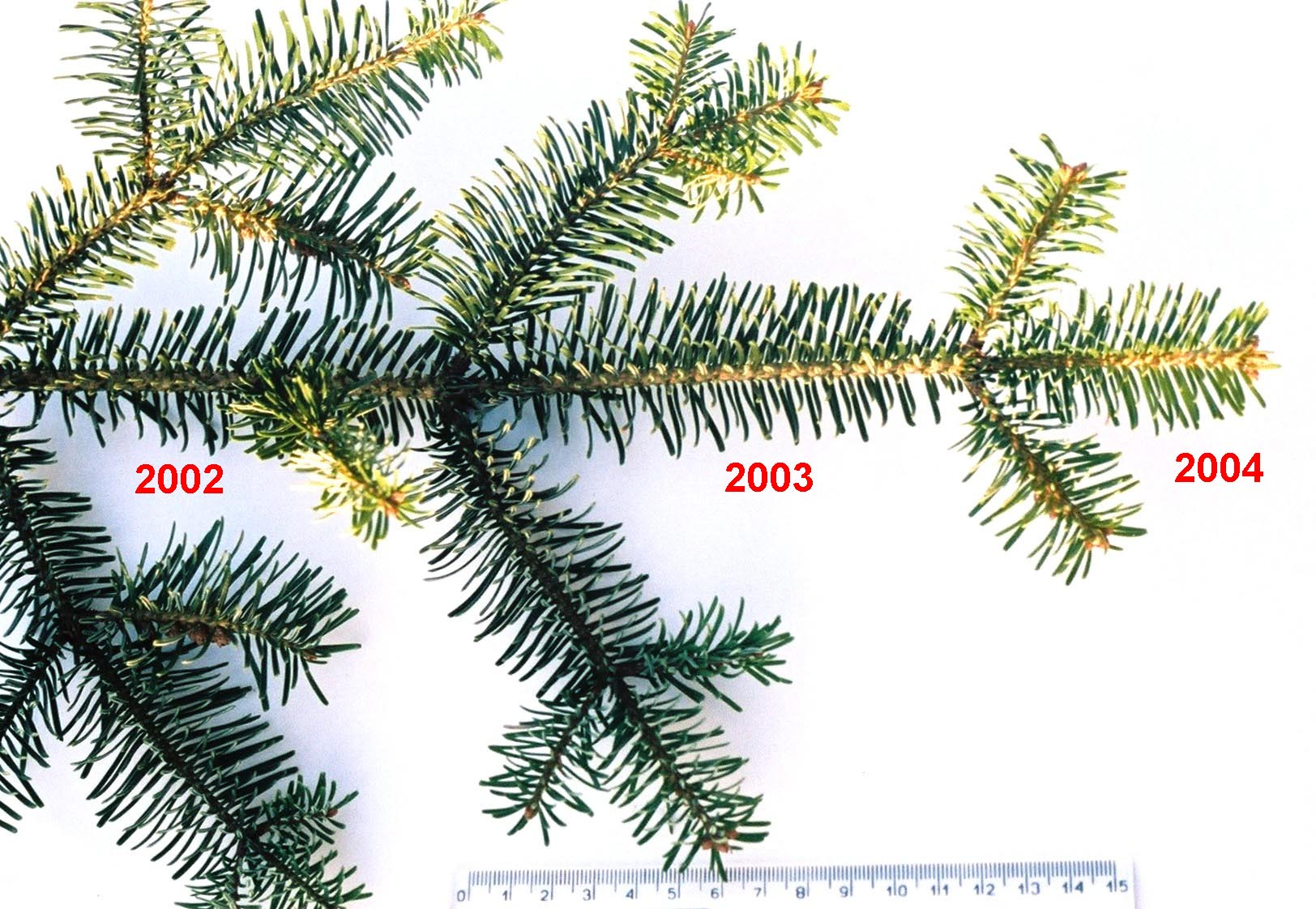
یک نراد نقره‌ای

جنگل همیشه‌سبز (به انگلیسی: Evergreen forest)، جنگلی است که از درختان همیشه‌سبز تشکیل شده‌است. آنها در طیف گسترده‌ای از مناطق آب و هوایی یافت می‌شوند و دربر گیرندهٔ درختانی مانند درختان سوزنی‌برگ و خاس در آب و هوای سرد، اکالیپتوس، بلوط زنده، اقاقیا، مگنولیا و بانکسیا در مناطق معتدل‌تر و درختان جنگل‌های بارانی در مناطق گرمسیری هستند.